# Chieko Ono
Chieko Ono (...) è una filologa giapponese, presidente della Compagnia di Danza Storica Italiana Belreguardo ed è direttrice dell’Associazione Culturale Il Convivio, entrambe con sede ad Assisi.
Risiede ad Assisi e a Guardea.
Dopo aver lavorato nell'ambito dell'import-export tra Italia e Giappone, si è specializzata nella ricerca filologica e nello studio delle danze italiane antiche, ed ha contribuito all’insegnamento e alla divulgazione di queste a livello nazionale ed internazionale.
È stata insignita dell'onorificenza di Cavaliere dell'Ordine al merito della Repubblica Italiana.

## Biografia
Chieko Ono è nata a Chita, in Giappone. È cittadina giapponese e vive in Italia da 40 anni.
Ha conseguito la laurea in Giappone, ha lavorato presso l’Istituto Italiano di Cultura di Tokyo e ha vinto una borsa di studio del governo italiano.

### Attività
A margine delle sue attività imprenditoriali, si occupa anche di ricerche filologiche finalizzate alla ricostruzione e alla valorizzazione della danza italiana del XVº e XVIº secolo partendo dall’analisi di documenti e manoscritti originali dell’epoca. 
Ha tenuto seminari in Italia, Svizzera, Germania, Inghilterra, USA, Giappone e Australia.
Dal 1993 dirige la Compagnia di Danza Storica Italiana Belreguardo ed è direttrice dell’Associazione Culturale Il Convivio, entrambe con sede ad Assisi (PG).
Ha organizzato e diretto 20 edizioni del Corso di danza Italiana del ‘400, appuntamento annuale patrocinato dal Comune di Assisi, Comune di Perugia, Provincia di Perugia e Regione Umbria, che ha visto la partecipazione di amatori e professionisti del settore provenienti dall’Italia e dall’estero.
Ha partecipato alla realizzazione delle riprese de “La dama con l’ermellino” prodotto dalla televisione giapponese NHK al Castello Sforzesco di Milano.
Ha svolto conferenze frutto dello studio comparato della danza antica in Oriente e Occidente.
Ha tradotto in italiano il libro "La danza giapponese" di Tamotsu Watanabe (co-traduzione, Ed. Ali & No, 2001).
Ha prodotto il CD “Gloria et Malum - musiche della danza italiana del Quattrocento” (co-produzione Micrologus-Belreguardo, 2008).
Scrive per la rivista Tohoku Art and Culture Society ("La danza e l'arte italiana del quindicesimo secolo: opere d'arte in movimento, Danza italiana del 15º secolo, Tohoku Art and Culture Society n. 17, 2012).

## Riconoscimenti
Ha contribuito a ricostruire un patrimonio della cultura italiana così misterioso e fino ad ora sconosciuto, come quello della danza antica. In particolare, ha posto le basi per far conoscere al pubblico il Rinascimento italiano attraverso la divulgazione e l’insegnamento della danza in voga all’epoca presso le corti italiane (“danze di corte”). 
La particolarità dei corsi diretti da Chieko Ono è rappresentata dalla presentazione di danze inedite tratte da testi originali del ‘400, la cui rielaborazione rappresentano un’assoluta novità in campo artistico. Queste danze, che vengono fatte “rivivere” per la prima volta, sono ogni anno il frutto di ricerche e studi costanti di Chieko Ono dei manoscritti italiani conservati ancora oggi in diverse biblioteche nel mondo come Perugia, Siena, Vaticano, Parigi, New York. Nei "libri dell’arte del danzare" del '400 sono conservati infatti trattati tecnici e pratici che includono riferimenti teorici, coreografici e musicali, codificati dai maestri di danza dell’epoca; da queste Chieko Ono è riuscita a ricostruire le danze di corte italiana.
Attraverso la creazione di spettacoli eseguiti dalla Compagnia Belreguardo, Chieko Ono è riuscita ad unire danza, musica e recitazione sulla base di rigorose ricerche filologiche e di attente analisi delle fonti iconografiche sulla danza del periodo rinascimentale. Come sottolineato più volte dalla dottoressa, per mantenere e valorizzare la caratteristica saliente della danza italiana del '400 non è sufficiente il reperimento di abiti fedelmente ricostruiti, ma è essenziale capire le ragioni profonde di ogni movimento, di ogni sguardo, di ogni cenno eseguito da Dame e Cavalieri. La Compagnia si è esibita presso luoghi storici celebri in Italia e all’estero, come il Museo di Elztal e il Trompeteschloss in Germania, il Castello Sforzesco di Milano, Villa Contarini di Piazzola sul Brenta, Sala dei Notari di Perugia, Palazzo Trinci di Foligno, Sala della Conciliazione ed ex-Pinacoteca comunale di Assisi e in vari Musei.